# Sentinel-5P
Sentinel-5P (kurz für Sentinel-5 Precursor; deutsch: Wächter-5-Vorläufer) ist ein im Oktober 2017 im Rahmen des Copernicus-Programm der ESA gestarteter Erdbeobachtungssatellit. Mit einem mehrkanaligen, in den Niederlanden gebauten Spektrometer namens „Tropomi“ überwacht er die Luftverschmutzung. Damit schließt er Teile der Datenlücke zwischen dem 2012 ausgefallenen Envisat und der für frühestens 2025 geplanten Sentinel-5-Mission. Die Missionsdauer ist mit sieben Jahren angesetzt.

## Missionsziele
Die ESA definierte die Ziele der Tropomi/Sentinel-5P-Mission wie folgt:
„Messung der Troposphäre bis herunter zur Erdoberfläche, für die wissenschaftliche Forschung und um Dienstleistungen für die Gesellschaft zu unterstützen, mit einer hinreichenden räumlich-zeitlichen Auflösung um anthropogene und natürliche Emissionen und atmosphärische Lebenszyklen der wesentlichen troposphärischen Schadstoffe (Ozon, Stickstoffdioxid, Kohlenmonoxid, Formaldehyd und Schwefeldioxid) sowie zwei bedeutender Treibhausgase (troposphärisches Ozon und Methan) zu quantifizieren. Zusätzlich sollen Aerosol-Partikel beobachtet werden, die Luftqualität und Strahlungsantrieb (climate forcing) regional und global beeinflussen.“
Das Netherlands Institute for Space Research beschrieb folgende Missionsziele für Tropomi:
- Genauere Eingrenzung der Stärke, Entwicklung und räumlich-zeitlichen Veränderlichkeit der Quellen von Treibhausgasen und Aerosolen, die die Luftqualität und das Klima beeinträchtigen;
- die Bedeutung des Strahlungsantriebs besser verstehen durch ein besseres Verständnis der Vorgänge, die die Lebensdauer und die Verteilung von Methan, troposphärischem Ozon und Aerosolen steuern;
- bessere Abschätzung von Langzeittrends in der Troposphäre mit Bezug zu Luftqualität und Klima von regionaler bis zur globalen Ebene,
- Prozesse für die Modellierung und Datenassimilation entwickeln und verbessern, um Dienste wie Überwachung und Vorhersage der Luftqualität zu unterstützen.

## Technische Daten und Umlaufbahn
Sentinel-5P basiert auf dem Satellitenbus Astrobus L 250 von Astrium. Er verfügt über S- und X-Band-Kommunikationsantennen, drei faltbare Solarmodule mit 1500 Watt Leistungsabgabe, eine 156-Ah-Batterie und Hydrazin-Triebwerke für die Lagekontrolle. 80 kg Treibstoff wurden mitgeführt. Die wissenschaftlichen Daten werden im X-Band mit einer Datenrate von 310 Mbit/s zur Bodenstation übertragen.
Der Satellit befindet sich in einer sonnensynchronen Umlaufbahn in 824 km Höhe, bei einer Bahnneigung von 98,74º und einer Äquatorüberquerung des aufsteigenden Knotens gegen 13:30 Uhr lokaler Sonnenzeit. Die Umlaufzeit beträgt 101 Minuten, und die Zeit bis zur Rückkehr an denselben Punkt 17 Tage.

## Tropomi
Tropomi (Originalschreibweise TROPOMI, kurz für TROPOspheric Monitoring Instrument, deutsch: Troposphärisches Überwachungsinstrument) ist das einzige Instrument an Bord von Sentinel-5P. Es handelt sich um ein Spektrometer im Bereich des ultravioletten, des für den Menschen sichtbaren und des infraroten Lichts. Die Auswertung der Messdaten liefert Informationen über die atmosphärische Konzentration und Verteilung der in den Missionszielen definierten Stoffe sowie von Brommonoxid, Glyoxal, Wasser und Wolken.
Tropomi misst einmal pro Sekunde die Daten einer Fläche von 2600 km × 7 km, ab dem 6. August 2019 5,5 km. Es wird eine 95-%-Abdeckung im Bereich von 7° nördlicher bis 7° südlicher Breite sowie vollständige Abdeckung auf der übrigen Erdoberfläche erreicht. Das Licht wird nach dem Gitterspektrometer-Prinzip in die Spektralbänder ultraviolett (UV), sichtbares Licht, nahes Infrarot (NIR) und kurzwelliges Infrarot (SWIR, engl. short-wave infrared) zerlegt und dann von getrennten Detektoren gemessen. Die Messbereiche liegen bei 270–320 nm für UV, 310–500 nm für sichtbares Licht, 675–775 nm für NIR und 2305–2385 nm für SWIR.
Das Instrument besteht aus vier Hauptmodulen: Eines enthält Teleskop, UV/sichtbar/NIR-Spektrometer und Kalibriereinheit, ein weiteres das SWIR-Spektrometer mit entsprechender Optik; zudem gibt es eine Steuereinheit und ein Kühlmodul. Die Gesamtmasse von Tropomi beträgt 220 kg und die Leistungsaufnahme ca. 170 Watt. Pro Erdumlauf werden etwa 140 Gigabit an Daten übertragen.
Tropomi wurde von einem Joint Venture des Netherlands Space Office, des Königlich Niederländischen Meteorologischen Instituts, des Niederländischen Instituts für Weltraumforschung, der Niederländischen Organisation für Angewandte Naturwissenschaftliche Forschung und Dutch Space gebaut.

## Tropomi-Datenprodukte
| Produkt    | Wellenlängenbereich in nm | Auflösung in km |
| ---------- | ------------------------- | --------------- |
| L1B_RA_BD1 | 270 – 300 (UV)            | 5,5 × 28        |
| L1B_RA_BD2 | 300 – 320 (UV)            | 5,5 × 3,5       |
| L1B_RA_BD3 | 320 – 405 (UVIS)          | 5,5 × 3,5       |
| L1B_RA_BD4 | 405 – 500 (UVIS)          | 5,5 × 3,5       |
| L1B_RA_BD5 | 675 – 725 (NIR)           | 5,5 × 3,5       |
| L1B_RA_BD6 | 725 – 775 (NIR)           | 5,5 × 3,5       |
| L1B_RA_BD7 | 2305-2345 (SWIR)          | 5,5 × 7         |
| L1B_RA_BD8 | 2345-2385 (SWIR)          | 5,5 × 7         |

Auf Basis der spezifischen spektralen Signaturen werden aus den Level-1B-Produkten mit Hilfe weiterer Daten die Level-2-Produkte modelliert (Ozon, Stickstoffdioxid, Kohlenstoffmonoxid, Formaldehyd, Schwefeldioxid, Methan und Aerosole). Zu beachten ist, dass die räumliche Auflösung des Satelliten im Nadir-Bereich zumeist höher ist, als die in den verwendeten Modellen und Tabellen.

## Vorbereitungen und Missionsverlauf
Der erste größere Vertrag für Sentinel-5P wurde im Juli 2009 zwischen der ESA und dem niederländischen Wirtschafts- und Klimaministerium geschlossen, welches 78 Mio. Euro für den Bau des Tropomi-Instruments zusagte. Im Dezember 2011 wählte die ESA Astrium UK als Hauptlieferant des Satelliten, in einem Vertrag mit einem Volumen von 45,5 Mio. Euro. Der Satellit wurde im Mai 2014 fertiggestellt; anschließend erfolgte der Einbau des Spektrometers.
Mit dem Start des Satelliten wurde Eurockot Launch Services beauftragt, damals ein Joint Venture von Astrium und GKNPZ Chrunitschew (heute ArianeGroup und GKNPZ Chrunitschew). Der zunächst für 2016 geplante Start an Bord einer Rockot-Rakete erfolgte schließlich am 13. Oktober 2017. 79 Minuten nach dem Abheben vom Kosmodrom Plessezk erreichte Sentinel-5P seine vorgesehene Umlaufbahn. Am 18. Oktober wurde die Tropomi-Kontrolleinheit aktiviert, und am 20. Oktober konnten die ersten wissenschaftlichen Daten fehlerfrei empfangen werden. Die ersten Bilder wurden am 1. Dezember 2017 veröffentlicht.